# 異丁腈
異丁腈（示性式:CH3CH(CN)CH3）是一种复杂的有机分子，最近从若干顆來自太空的陨石中发现。它是来自外太空眾多分子中唯一一个具有支链而非直链的碳骨架，且其碳骨架比起較常見的其他来自外太空的分子還要大。

## 歷史
康奈尔大学、马克斯·普朗克射电天文学研究所和科隆大学的天文学家利用智利的一套阿塔卡马大毫米/亚毫米阵列无线电望远镜（ALMA）探測到異丁腈及其直链异构体正丁腈的存在 。这些化学物质是從在恒星形成区域射手座B2的巨大气体云中发现，此氣體雲距离银河系中心人馬座A*约300光年， 距地球則约27,000光年。 
在人马座B2区域的ALMA光谱中，有约50个异丁腈的特徵信號和120个正丁腈的特徵信號被鉴定出。從已发布的天文化学模型中所顯示：这两种异构物都是通过分子自由基的加成（尽管通过不同的反应途径）而在塵粒冰幔内部或之上形成的。
科学家得出的结论是，異丁腈对於早期生命的誕生或是不可或缺的。關於这种特殊氰化物的发现表明，形成生命所需的复杂分子可能起源于星际空间。这些分子本来或來自早期恒星的形成过程，其後再來到地球。 
据罗布·加罗德（Rob Garrod）所指，这一新發现會為天文化學開辟關於可從星際空間中形成而來到不同星球表面分子的複雜性之新領域。探討这些复杂的有机分子在銀河系中的廣泛性將是此發現帶來的一個新的議題。

## 组成和结构
异丁腈含有一个以简单共價鍵与两个甲基（-CH3 ）和一个氰基（-CN）相连的碳原子。氰基由一个碳原子與一个氮原子以三键組成。產生異丁腈的最大來源是来自氰自由基(‧CN)（从气体中吸收）与異丙烷自由基(CH3CH‧CH3)的反应，而正丁腈的主要形成机理則是通過乙烷自由基(C2H5‧)和乙腈自由基(‧CH2CN)之間的加成反應，但这一反應機理並不適用於生成異丁腈。在所有可同時生成正丁腈及異丁腈的反應機理中，異丁腈皆是主要產物。

### 旋转光谱
以前仅在微波范围内进行过有限地研究異丁腈的旋转光谱，最近在实验室中从微波到亚毫米波范围广泛记录，并重新确定其偶极矩为4.29D。后一种不确定性假定两种异构体的源尺寸和旋转温度相同。
科学家能够观察到两种氰化物的轉變。因此，已记录了异丁腈的微波光谱从26.5到40.0 GHz。在異丁腈的R分支中发现了三种不同的激发态。在科学家进行的实验中，研究了不同的参数：不同原子之间的键距和原子之间的角度。结果表明，脱碳原子与氰基的键合距离为1.501Å。三个碳原子之间的夹角为113º，而C-C-C和C≡N键之间的夹角为53.8º。根据激发态线的相对强度，观察到两种不同的扭转模式，其频率分别为200±20和249±10 厘米-1 。这可以给出该分子的内部旋转能的概念，发现该分子的内部旋转能为3.3 Kcal / mol。 

### 在生命起源所扮演的關鍵
在那些被认为是生命必需的分子中，异丁腈的支链碳结构是一个共同特征，例如胺基酸，它们是蛋白质的组成部分。这一新发现使人们认为，生物学上至关重要的分子（如上述常见于陨石中的胺基酸）甚至是在恒星形成过程之前或在行星（例如地球）形成之前就已经产生的。
在彗星中发现的氰化物的重要性仍然保留在它们的C-N键中。已证明该键参与非生物氨基酸的合成。
两种氰化物分子-異丁腈和正丁腈-是在任何恒星形成区域中迄今发现的最大分子。

## 特性
- 呈液相和氣相時高度易燃，燒時會釋放氮氧化物。
- 在正常条件下極度稳定。
- 它在NTP環境下呈為透明、澄清、无色液体，其密度低于水的密度。
- 蒸馏范围为115-118℃。

一些更具體的属性是：
- 比重：0.76
- 蒸气密度：2.38
- 折射率：1.372
- 介电常数：20.80

### 危害性
- 接触眼睛会引起刺激
- 吞咽或吸入会致命。它会导致虚弱、头痛、神志不清、恶心和呕吐。
- 与皮肤接触会導致中毒，可能会损坏器官。 [8]

## 應用领域

异丁腈分子的3D空间填充模型。

从化学性質而言，简单的无机氰化物在许多方面表现類似其陽離子相同之氯化物。有机腈充当溶剂，并进一步反应用于各种应用，如： 作溶剂萃取脂肪酸、油和不饱和烃。由于它们与有机化合物的选择性混溶性，它们也是纺丝，浇铸和萃取蒸馏工程中的良好溶剂，并且可以用作色素和芳香醇的去除剂。无机氰化物也能够进行类固醇的重结晶或成为有机合成的反應物。因此，它们基本上充当生物化学中的溶剂或化学中间体（例如，農药定性和DNA合成）。
这些有机腈在高压液相色谱分析也有良好應用性能。此外，有機腈可作为过渡金属络合物催化剂的催化剂和组分，也能當作氯化溶剂的稳定剂，以及用作香水和药品的化学中间体和溶剂。